# Igor Žofčák
Igor Žofčák est un footballeur international slovaque né le 10 avril 1983 à Michalovce.

## Carrière
- 2001-2007 : MFK Ružomberok  Slovaquie
- 2007-2010 : Sparta Prague  République tchèque
  - jan. 2008-déc. 2008 : FK Baumit Jablonec (prêt)  République tchèque
- 2010-2014 : Slovan Bratislava  Slovaquie
- 2014- : Nyíregyháza Spartacus  Hongrie

## Palmarès
MFK Ružomberok 
- Champion de Slovaquie en 2006.
- Vainqueur de la Coupe de Slovaquie en 2006.

Sparta Prague 
- Champion de Tchéquie en 2010.

Slovan Bratislava 
- Championnat de Slovaquie en 2011, 2013 et 2014
- Vainqueur de la Coupe de Slovaquie en 2011 et 2013.